# 萃文街道
萃文街道，是中华人民共和国贵州省黔东南苗族侗族自治州台江县下辖的一个街道办事处。
2016年1月14日，贵州省人民政府批复同意台江县部分乡镇行政区划调整，撤销台拱镇建制，新设置的萃文街道辖原台拱镇萃文社区、翁你河村、桃源村、番省村、九里村、南省村。

## 行政区划
萃文街道下辖以下地区：
翠文社区、九里村和南省村。

## 中国传统村落
2013年8月，南省村、桃香村被评为第二批中国传统村落。